# Mniaecia gloeocapsae
Mniaecia gloeocapsae är en svampart som först beskrevs av Jean Louis Emile Boudier, och fick sitt nu gällande namn av Van Vooren 2005. Mniaecia gloeocapsae ingår i släktet Mniaecia och familjen Helotiaceae.   Inga underarter finns listade i Catalogue of Life.